# Елизабет (Колорадо)
Вижте пояснителната страница за други населени места с името Елизабет.
Елизабет (на английски: Elizabeth) е град в окръг Елбърт, щата Колорадо, САЩ. Елизабет е с население от 1434 жители (2000) и обща площ от 2,2 km². Намира се на 1974 m надморска височина. ЗИП кодът му е 80107, а телефонният му код е 303.